# George Goulding
George Henry Goulding (ur. 16 listopada 1884 w Kingston upon Hull, zm. 31 stycznia 1966 w Toronto) – kanadyjski lekkoatleta, chodziarz.
Początkowo specjalizował się w biegach długodystansowych. W chodzie zaczął startować w 1908. W tym samym roku zdobył mistrzostwo Kanady.
Na igrzyskach olimpijskich w 1908 w Londynie wystąpił w trzech konkurencjach. W chodzie na 3500 metrów zajął 4. miejsce, chodu na 10 mil nie ukończył, a w biegu maratońskim zajął 22. miejsce.
Był mistrzem Kanady w chodzie na 1 milę w 1910 i w chodzie na 2 mile w 1911
Na igrzyskach olimpijskich w 1912 w Sztokholmie startował w rozgrywanym po raz pierwszy chodzie na 10 kilometrów. Zwyciężył zarówno w eliminacjach, jak i w finale. Wysłał potem telegram do żony o treści „Wygrałem – George”.